# Школа Робинзонов
Шко́ла Робинзо́нов (фр. L'École des Robinsons) — приключенческий роман французского писателя Жюля Верна, написанный и опубликованный в 1882 году.

## Сюжет
Главными героями романа являются Годфри Морган — молодой человек 22-х лет, романтично настроенный, увлечённый чтением приключенческих романов и страстно мечтающий самому оказаться на месте Робинзона Крузо — племянник богатого американского мультимиллионера Уильяма Кольдерупа, живущий с дядей после смерти родителей, и его возлюбленная Фина — приёмная дочь мистера Кольдерупа. Действие романа начинается с того, что правительство Соединённых штатов решает выставить на продажу остров Спенснер — небольшой островок в Тихом океане в 462 милях к юго-западу от Сан-Франциско. Однако в аукционе решают принять участие лишь два человека — сам мистер Кольдеруп и его давний конкурент мистер Таскинар. В конце концов мистер Кольдеруп побеждает на торгах и мистер Таскинар обещает отомстить ему.
Некоторое время спустя мистер Кольдеруп предлагает своему племяннику жениться на Фине. Годфри соглашается, но решает совершить путешествие прежде чем жениться, мотивируя свою позицию тем, что он ещё молод и не так уж и много повидал на своём веку, а брак и вовсе отнимет у него свободу. Кольдеруп принимает решение спонсировать путешествие Моргана по всему миру в надежде, что последний, после окончания путешествия, женится на его приёмной дочери, для чего снаряжает в плавание свою личную яхту «Мечта». Также, помимо судовой команды, к Моргану присоединяется профессор Т. Артелет, репетитор Годфри и Фины.
Корабль отплывает навстречу приключениям. В плавании на борту судна обнаруживается «заяц» — китаец Сенг Ву — пробравшийся на борт для того, чтобы, не имея достаточно денег на покупку билета до Китая, вернуться на родину. Поскольку корабль находится в открытом море и китайца всё равно некуда девать, Годфри разрешает ему доплыть на «Мечте» до китайских берегов.
Через несколько суток корабль ночью терпит крушение, но Годфри и Т. Артеллет покидают корабль, и волны прибивают их к берегам с виду пустынного острова. Несмотря на то, что остров пустынный, на нём можно кое-как существовать, и Годфри и профессор остаются жить там, как робинзоны.
На острове они проводят несколько месяцев. За это время им удаётся немного освоиться. Они нашли убежище в большом дупле, в стволе секвойи, научились разводить огонь и добывать пищу, занялись приручением диких коз и баранов. С ними происходят те же события, которые произошли с Робинзоном Крузо — в один прекрасный день они обнаруживают на острове сундук с необходимыми вещами, некоторое время спустя на остров приплывают дикари-каннибалы и привозят с собой связанного пленника — такого же дикаря, как и они, видимо, с намерением съесть. Годфри и профессору удаётся спасти его, причём это событие, как и в романе Дефо, происходит в пятницу. Т. Артелет предлагает Годфри так и назвать его Пятницей, но дикарь представляется как Карефиноту, и Годфри решает называть его именно так и, так же как и в романе Дефо, дикарь становится верным слугой, помощником и товарищем Годфри и профессора — он обладает навыками жизни в дикой природе, помогает им находить съедобные растения, ухаживает за Годфри, когда он болеет.

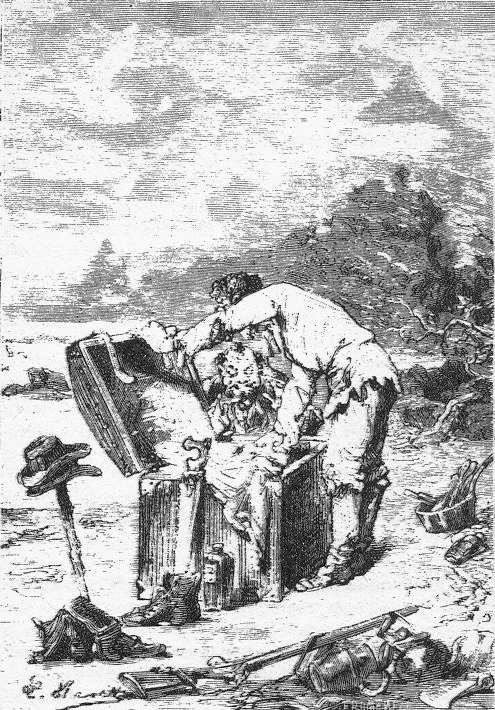
Иллюстрация Леона Бенета

За время жизни на острове Годфри замечает, что они с профессором и Карефиноту на нём явно не одни — несколько раз они обнаруживают в разных частях острова следы пребывания человека. Годфри пытается найти его, но это ему так и не удаётся. Также Годфри обнаруживает на острове хищных зверей и рептилий — львов, тигров, крокодилов, змей и т. д. Это его очень удивляет, так как в первые месяцы жизни на острове их тут явно не было, и непонятно, откуда они могли взяться.
Спустя пять месяцев после кораблекрушения звери неожиданно нападают на жилище Годфри, профессора и Карефиноту. Те пытаются отбить нападение, но зверям удаётся прорваться в дом. Его обитателям удаётся спастись, но при этом они вынуждены оставить очаг без присмотра, и в результате в жилище начинается пожар и оно сгорает дотла. Однако в этот самый момент неожиданно приходит спасение, причём с самой неожиданной стороны — на остров приплывает мистер Кольдеруп на совершенно целой и неповреждённой «Мечте», и тут-то всё и выясняется. Оказывается, что мистер Кольдеруп, зная об увлечении своего племянника приключенческими романами и его страстной мечте оказаться на месте Робинзона Крузо, с одной стороны, опасался, что он вырастет мечтателем, романтиком и мистиком, совершенно оторванным от реальной жизни, а с другой — видя его избалованность и изнеженность, решил проверить его на мужество, стойкость и твёрдость характера и для этого и помог осуществиться его давнему желанию, разыграв этот спектакль с робинзонадой. На самом деле, всё это было заранее подстроено — кораблекрушение было инсценировано, прибытие на остров «дикарей-каннибалов» было лишь спектаклем, а сами «дикари» — актёрами, и т. д. и т. п., а сам остров, на который были выброшены Годфри и профессор, как раз и был тем самым островом Спенснер, приобретённым мистером Кольдерупом в начале романа. Зато теперь, видя, что у его племянника за несколько месяцев жизни на острове совершенно изменился характером, мистер Кольдеруп спокоен за него, потому что убедился, что Годфри стал настоящим мужчиной.
Уильям Кольдеруп вместе с племянником и профессором возвращается домой, где и выясняются окончательно последние тайны острова — оказывается, что таинственным незнакомцем, скрывавшимся на острове, был не кто иной, как Сенг Ву, который, думая, что кораблекрушение настоящее, покинул корабль независимо от Годфри и профессора и самостоятельно добрался до острова, где и жил всё это время. Что же касается диких зверей, то все они были вывезены на остров мистером Таскинаром, решившим таким образом отомстить мистеру Кольдерупу. Вскоре после возвращения Годфри женится на Фине, и они отправляются в свадебное путешествие.

## Герои
- Годфри Морган — главный герой, мечтательный юноша.
- Т. Артеллет, называемый Тартеллетом — учитель танцев и хороших манер, вместе с Годфри попавший на Спенсер.
- Уильям Кольдеруп — дядя Годфри, миллиардер, подстроивший крушение «Мечты».
- Фина Холланей — возлюбленная Годфри, приёмная дочь Кольдерупа.
- Карефиноту (наст. имя — Джип Брасс) — матрос с «Мечты», разыгрывавший роль полинезийца.
- Дж. Р. Таскинар — миллиардер, непримиримый противник Кольдерупа.
- Тюркот — капитан «Мечты».

## Экранизации
1981 — испано-американский фильм Остров монстров, являющийся вольной экранизацией «Школы Робинзонов».